# Appennino imolese
L'Appennino imolese è la porzione più occidentale dell'appennino tosco-romagnolo. Confina ad ovest con l'Appennino bolognese, ad est con l'Appennino faentino e a sud con il Mugello.

## Geografia fisica
Comprende le vallate del fiume Santerno e dei torrenti Sillaro, Sellustra e Sabbioso. La montagna più elevata e importante dell'Appennino imolese è il Monte la Fine (tra Castel del Rio e Firenzuola), che tocca i 993 m s.l.m.. Il passo principale che mette in comunicazione il versante romagnolo con il versante toscano (Mugello) è il Passo del Giogo (882 m s.l.m.).

## Orografia
Le pareti che circondano il fiume Santerno costituiscono la cosiddetta Formazione Marnoso-Arenacea, una serie di rocce che costituisce l'ossatura principale dell'Appennino Settentrionale. Essa è costituita da due tipi di rocce: la marna e l'arenaria. La Formazione è emersa dalle acque in un periodo tra 15 e 6 milioni di anni fa.

Oggi sono ben visibili gli strati che la compongono: alla Riva dei Cavalli sono perfettamente sovrapposti, mentre alle Balze di Scarampola sono corrugati e fittamente piegati.

## Geografia politica
L'Appennino imolese è situato in due province appartenenti a due regioni diverse: la provincia di Bologna e la provincia di Firenze.
Partendo da Imola in direzione della Toscana, la valle del Santerno attraversa i comuni di Casalfiumanese, Borgo Tossignano, Fontanelice e Castel del Rio. Questi quattro comuni costituivano la Comunità montana Valle del Santerno, ente soppresso dal 2009. Dopo il confine con la Toscana vi è il comune di Firenzuola, nel cui territorio nasce il fiume.
La valle del Sillaro, che dell'appennino imolese fa parte, comprende parti del territorio dei comuni di Castel San Pietro Terme, Casalfiumanese, Monterenzio, Castel del Rio e Firenzuola. Il comune di Dozza è attraversato dai torrenti Sellustra e Sabbioso.